# Catedral de San José (Posadas)
La Catedral de San José es el principal templo católico de la ciudad de Posadas, capital de la provincia de Misiones, en Argentina. Se encuentra en la intersección sobre la calle San Martín, y corresponde a la Diócesis de Posadas, sufragánea de la Arquidiócesis de Corrientes. Su actual párroco es el Pbro. Jorge Luis Benchaski. Lleva el nombre de San José Obrero patrono de la catedral y de la ciudad de Posadas.

## Historia

### Primeras iglesias
En 1615, Roque González de Santa Cruz fundó una reducción jesuita existente hacia fines de los años 1760. En 1833, el gobierno de Paraguay funda una trinchera defensiva en la actual Posadas, llamada Trinchera de los Paraguayos. En 1867 el Batallón 24 del Ejército Argentino se estableció en el sector y erigió una capilla en honor a San José. A partir de allí el poblado recibe el nombre de Trincheras de San José. En 1872 se crea el municipio de Trincheras de San José como parte de la provincia de Corrientes (de la que dependía en ese entonces). Entre 1873 y 1874 surge la idea de edificar un templo. Los habitantes recaudan fondos y piden autorización al ministro eclesiástico de Corrientes.
El 5 de enero de 1876, con la suma de 3.000 pesos fuertes se resolvió la construcción de una iglesia con los patronatos de San José y Nuestra Señora de la Candelaria. La piedra fundamental se colocó el 16 de enero y finalizó en diciembre del mismo año. En 1880 una tormenta derrumbó una de las torres del tempo, siendo modificado en 1881.
En 1898 se decide construir una nueva iglesia. El entonces gobernador del Territorio Nacional de Misiones Juan José Lanusse otorgó una subvención en 1904, comenzando las obras a cargo de Juan Becker, quien trabaja de forma gratuita. El diseño de la nueva iglesia era de estilo romano antiguo. Se dejó en pie la nave central, construyendo naves laterales, torres a cada lado, un parapeto entre ambas torres y la bóveda de la nave central. En 1910, por el Centenario de Argentina, la Comisión de Festejos dicha celebración donó un reloj que fue colocado en la torre de la Iglesia. También fueron donados el altar del Sagrado Corazón, el púlpito y cielorraso de la bóveda. En 1913 se realizaron pequeñas refacciones.

### Catedral definitiva
En 1934 surgió la idea de llevar a cabo una gran refacción de la iglesia. Así el arquitecto Alejandro Bustillo presentó un plano que fue aprobado. El 9 de abril de 1935 el gobierno argentino publicó el decreto número 3/1935 en el Boletín Oficial de la República Argentina estableciendo desde la Dirección General de Arquitectura las obras de remodelación de la iglesia y el reemplazo del edificio del vicario foráneo por uno nuevo.
Las obras comenzaron años más tarde finalizando en 1937. El frente se modificó y se construyeron dos torres nuevas. Como éstas quedaron desproporcionadas con el edificio, se le dieron mayor altura en años posteriores. En 1994 se realizaron nuevas refacciones.

## Características
La Catedral se encuentra en el número 1850 de la calle peatonal San Martín, cercana a la Casa de Gobierno de Misiones y otros edificios administrativos frente a la principal plaza de la ciudad (9 de julio).
Hasta los años 1960, el altar mayor del templo era de madera labrada donde se encontraban figuras de santos, vírgenes, candelabros de bronce y floreros de cristal. El púlpito era de madera labrada y poseía bajorrelieves representando a los doce Apóstoles y una representación de Roque González de Santa Cruz. Todo ello fue retirado tras el Concilio Vaticano II.
La bóveda del altar mayor luce una pintura con una representación del Espíritu Santo. En los altares laterales había pinturas de San José y del Sagrado Corazón de Jesús. Los cuadros representativos del Vía Crucis y el órgano fueron traídos desde Alemania.
En el diseño, Bustillo siguió lineamientos franceses y lombardos. Su fachada posee reminiscencias neogóticas y sus tres naves son despojadas.

## Galería

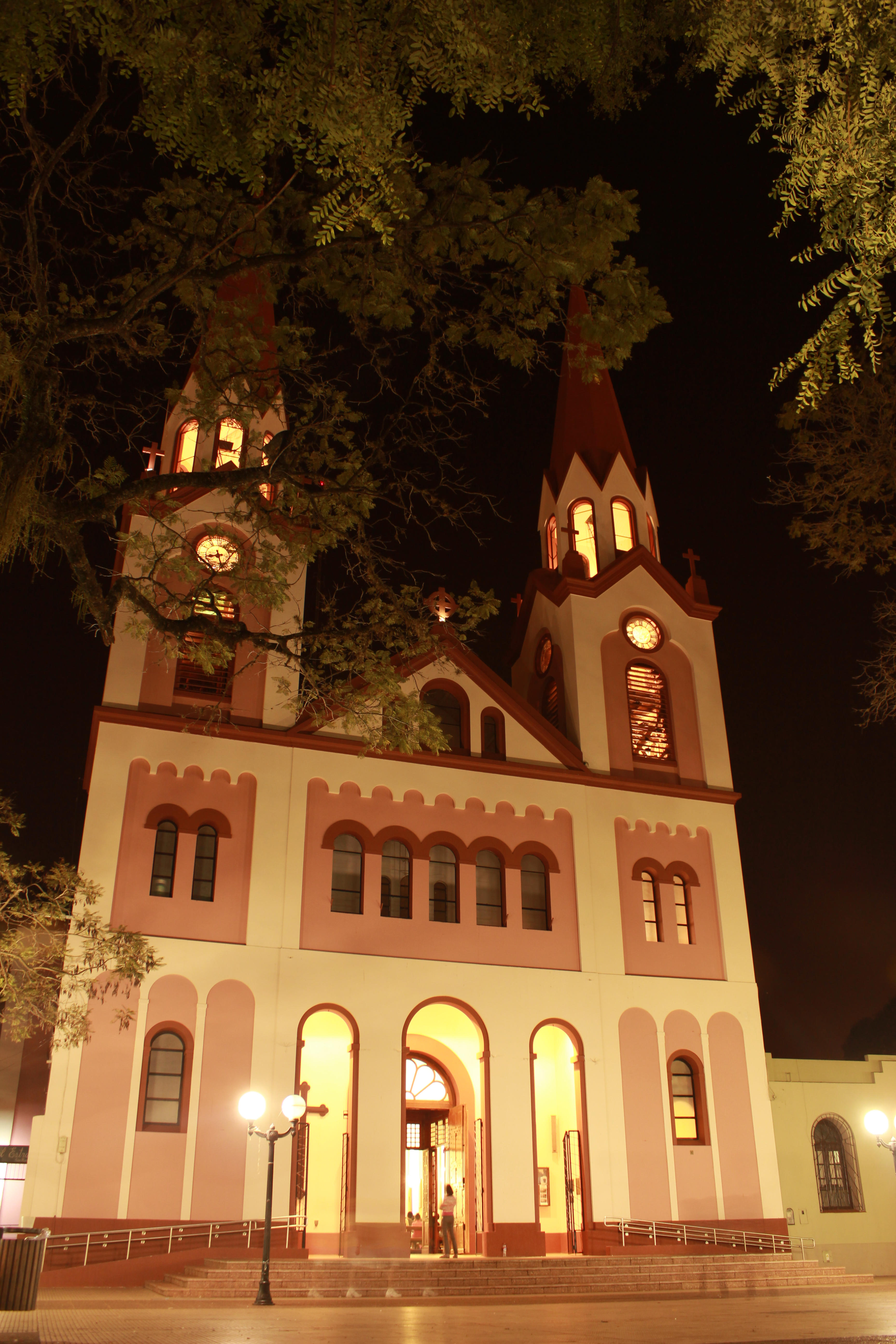
Vista nocturna.
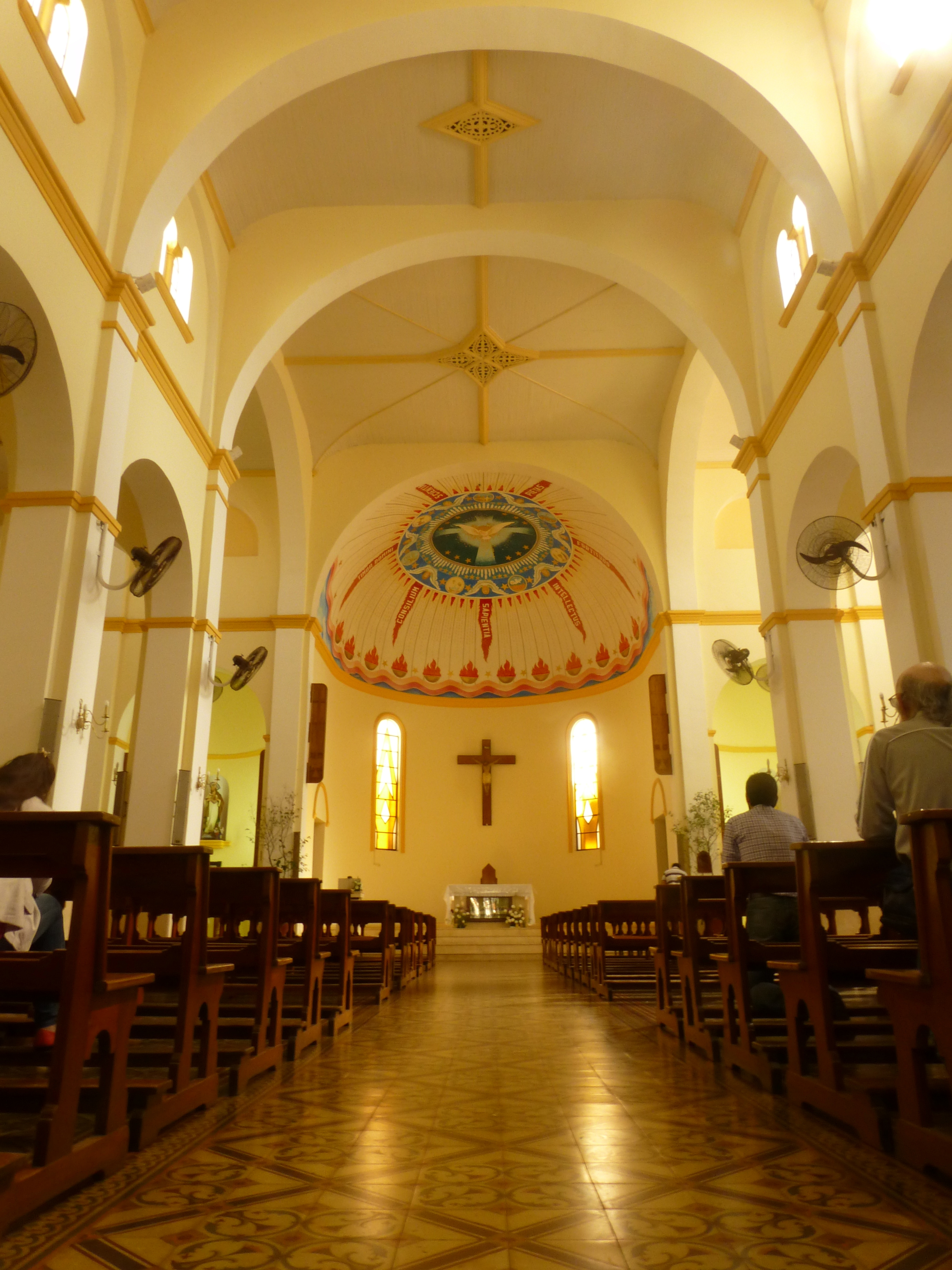
Interior.
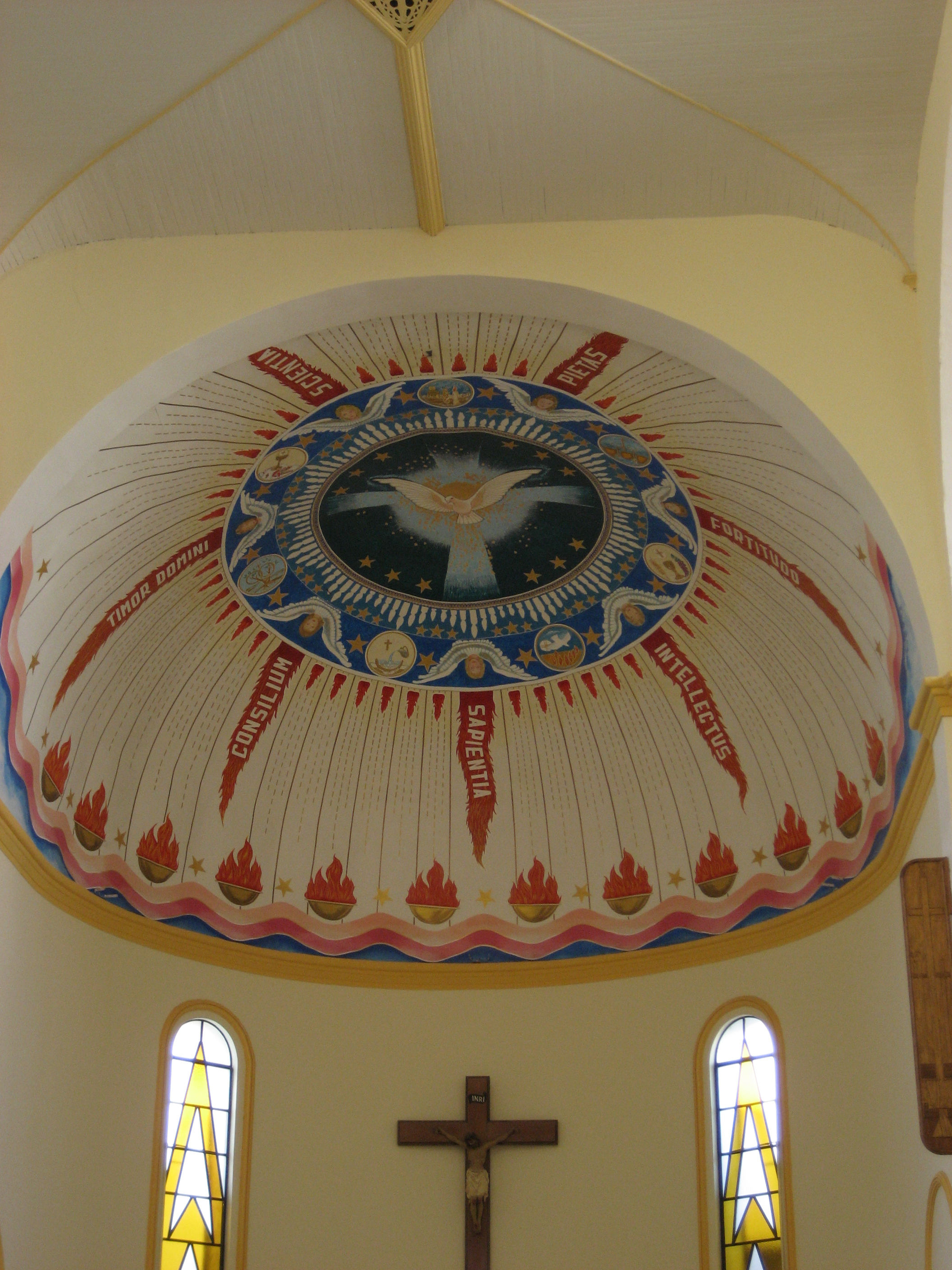
Ábside.
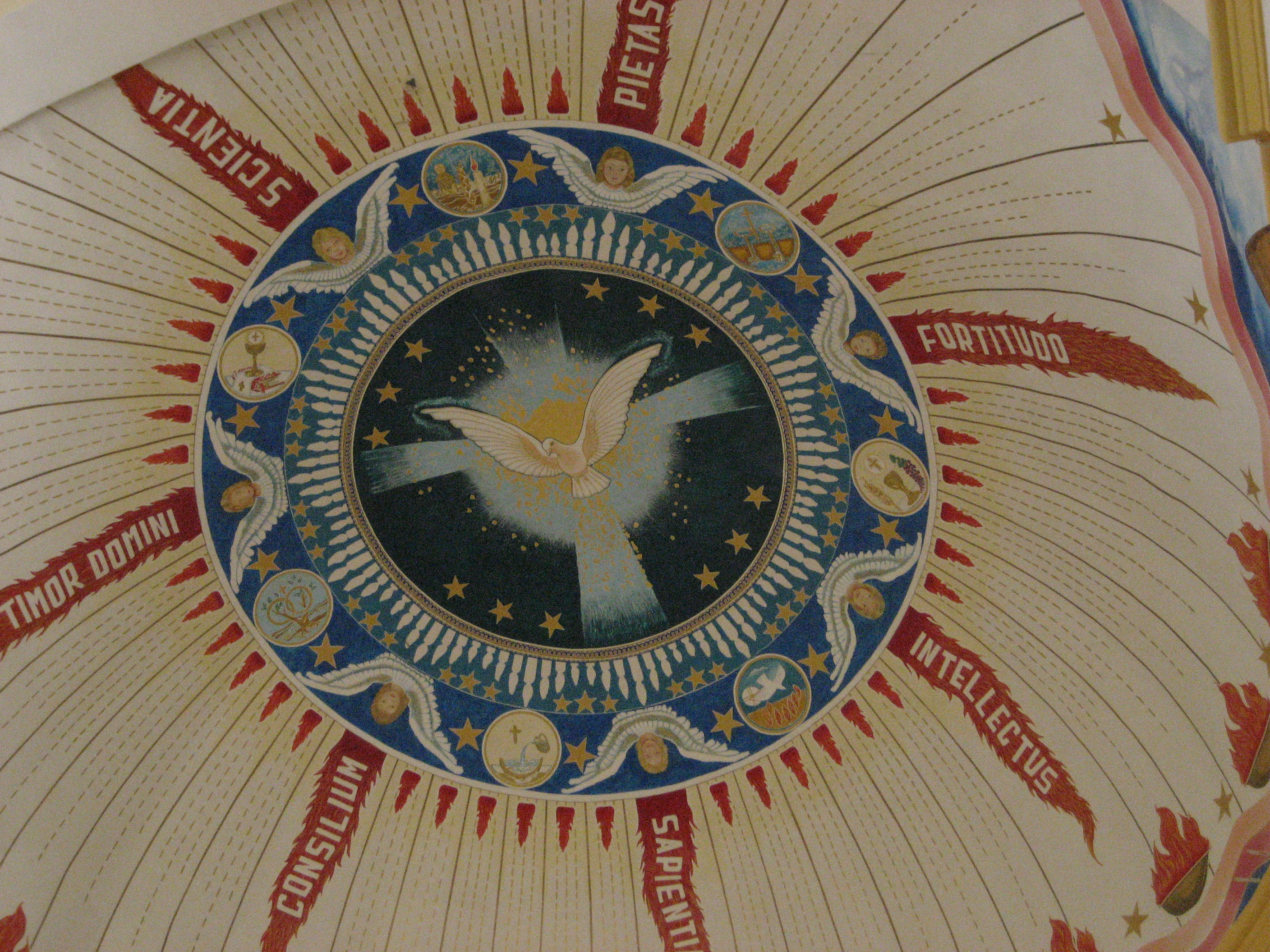
Detalle del ábside.
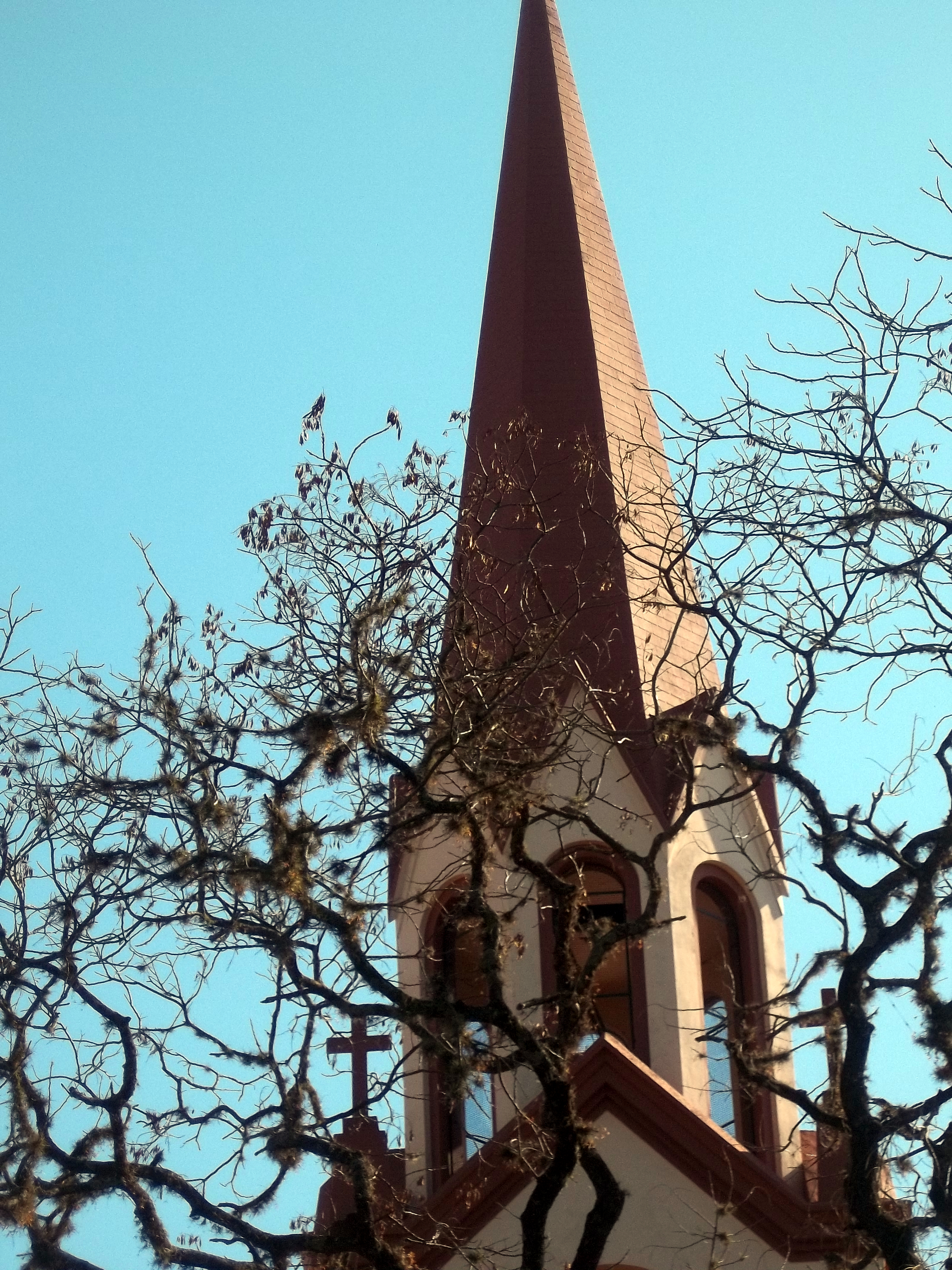
Torre.